# Proekes cephaleus
Proekes cephaleus är en insektsart som beskrevs av Naudé 1926. Proekes cephaleus ingår i släktet Proekes och familjen dvärgstritar. Inga underarter finns listade i Catalogue of Life.